# Semiothisa lunulacarens
Semiothisa lunulacarens är en fjärilsart som beskrevs av Barend J. Lempke 1952. Semiothisa lunulacarens ingår i släktet Semiothisa och familjen mätare. Inga underarter finns listade i Catalogue of Life.